# Muni-Pomadze-Lagune
Koordinaten: 5° 19′ 47″ N, 0° 38′ 40″ W
Die Muni-Pomadze-Lagune (auch: Muni-Lagune) ist eine ca. 90 Quadratkilometer große Lagune in der
Central Region im westafrikanischen Staat Ghana.

## Lage
Die Lagune befindet sich etwa 55 Kilometer (Luftlinie) westsüdwestlich der Hauptstadt Accra und grenzt an die Küstenstadt Winneba. Administrativ sind für die Lagune die Distrikte Awutu-Effutu-Senya und Gomoa verantwortlich.

## Beschreibung

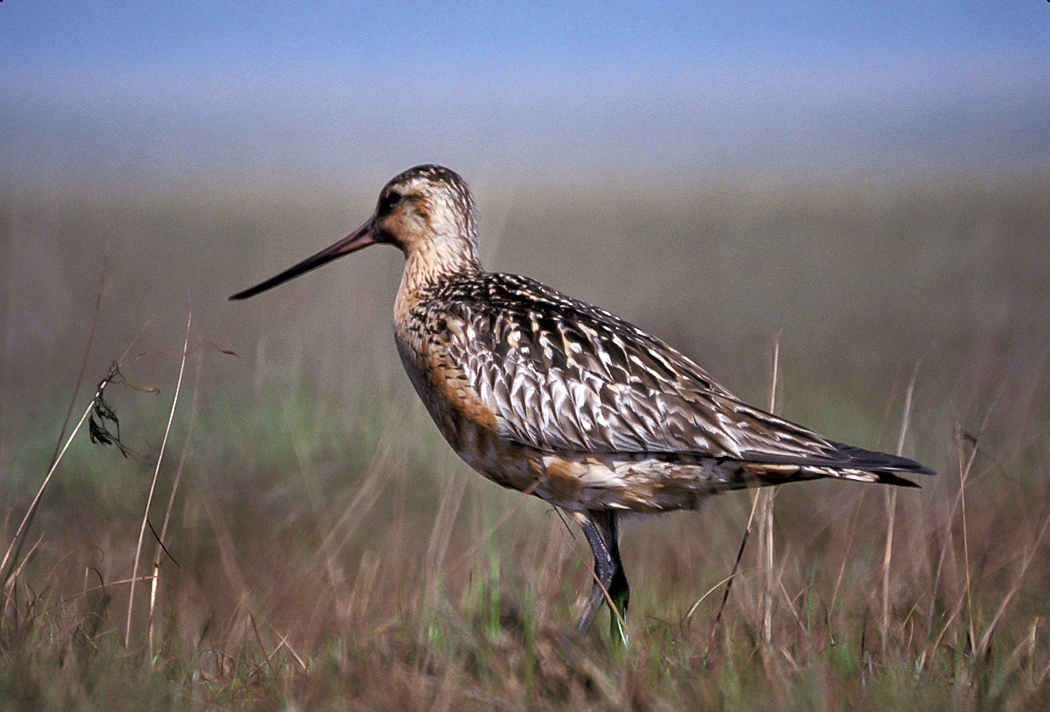
Pfuhlschnepfe (Limosa lapponica)

Die Muni-Pomadze-Lagune hat als Winterquartier einer Vielzahl von Vogelarten eine große Bedeutung. In der gesamten Lagune sollen schätzungsweise 23.000 Wasservögel leben. Der östliche Teil der Lagune ist mit Mangroven bewachsen. Es werden einige Maßnahmen ergriffen dieses Gebiet weiter für den Ökotourismus zu erschließen.
Unter anderem leben Pfuhlschnepfe (Limosa lapponica), Dunkler Wasserläufer (Tringa erythropus), Rotschenkel (Tringa totanus), Sanderling (Calidris alba), Rotflügel-Brachschwalbe (Glareola pratincola), Zwergseeschwalbe (Sterna albifrons), Königsseeschwalbe (Sterna maxima) sowie Küstenreiher (Egretta gularis) in dieser Lagune.
Nahe der Lagune liegt eine Graslandschaft der Winneba plains (dt. Graslandschaft von Winneba). Hier leben zahlreiche seltene Schmetterlings- und Insektenarten sowie weitere Vogelarten – wie etwa Schwarzbauchtrappe (Lissotis melanogaster), Baumklapperlerche (Mirafra rufocinnamomea), Bartgrassänger (Melocichla mentalis), Feuerweber (Euplectes franciscanus) aus der Gattung der Feuerweber, Flammenweber (Euplectes hordeaceus) und Sonnenprinie (Euplectes hordeaceus). Aus der Art der Bültenpinkpink (Cisticola eximius) lebt in diesem Gebiet eine Unterart, die nach den Winneba plains benannt ist.